# سیاه‌اردک
سیاه‌اردک یا آب‌کوپیل (نام علمی: Melanitta) نام یک سرده از زیرخانواده اردک‌های روی آبچر است.